# Эгуррола, Хульета
Хульета Эгуррола (исп. Julieta Egurrola) (1953, Мехико, Мексика) — известная мексиканская актриса.

## Биография
Родилась в 1953 году в Мехико. После окончания средней школы поступила в Центр университетского театра и после его окончания получила диплом по профессии театральная актриса. Сыграла в 41 театральной постановке, в 1975 году дебютировала в мексиканском кинематографе и сыграла в 62 ролях в кино и телесериалах. Телесериалы Никто кроме тебя, Пятнадцатилетняя, Сеньора, Женские секреты, Сомнение, Монтекристо и Волчица оказались наиболее популярными телесериалами в её карьере, ибо были проданы во многие страны мира. Актриса была 6 раз номинирована на премии Ариэль и TVyNovelas, ей удалось одержать победу дважды (по одной выигрышной номинации на две премии). Из-за кризиса в телекомпании Televisa в 1995 году она перешла в телекомпанию TV Azteca.

## Фильмография

### Телесериалы

#### Свыше 2-х сезонов
- 1985—2007 — Женщина, случаи из реальной жизни (17 сезонов; снялась в 1-м сезоне в 1996 году)
- 2001—н. в. — Женские секреты (3 сезона; снялась в заключительном сезоне в 2007 году)

#### Televisa
- 1978 —
  - Мама-компаньонка
  - Пылающие страсти
- 1979 — Небо для всех

### Фильмы
- 1975 — Столь устрашающий ад
- 1979 —
  - Идеальная женщина — Клаудия.
  - Мария в моём сердце